# 바지카어
바지카어는 인도 비하르주와 네팔의 일부 지역에서 사용되는 인도아리아어군 언어이다. 바지카어는 마이틸어의 방언으로 분류되어 서마이틸어로 알려져 있기도 하다.